# 愛知ベースボール倶楽部
愛知ベースボール倶楽部（あいちベースボールくらぶ）は、愛知県豊橋市に本拠地を置き、日本野球連盟に加盟する社会人野球のクラブチームである。

## 概要
愛知県名古屋市に本拠地を置き活動していた企業チームのNTT東海は、都市対抗野球大会出場20回を誇る強豪であったが、NTTグループの再編にともない、野球部はNTT東日本とNTT西日本の2チームに統合されることとなったため、企業チームとしての活動を終え、クラブチーム・NTT西日本名古屋野球クラブとして再出発をした。しかし、NTT本体からの支援が受けられなくなり、2002年に廃部となった。
2003年、有志たちが集まり純粋なクラブチームとして『愛知ベースボール倶楽部』が発足した。初代監督には1994年の第65回都市対抗野球大会に本田技研鈴鹿の補強選手として出場して橋戸賞を獲得し、1980年代後半から1990年代初頭にかけて東海地区のエースとして名をとどろかせた森昌彦が就任（2007年シーズンをもって退団）。
結成1年目の第74回都市対抗野球大会予選ではいきなり1次予選を1位通過、2次予選に進出し、2次予選のリーグ戦で4チーム中3位に食い込んで一光を代表決定トーナメントに進ませない快進撃を見せた。
2007年、第32回全日本クラブ野球選手権大会に初出場を果たすが、初戦敗退に終わった。
2011年3月、本拠地を名古屋市から豊橋市へ移した。

## 設立・沿革
- 2003年 - 『愛知ベースボール倶楽部』として発足
- 2007年 - 全日本クラブ野球選手権大会に初出場（初戦敗退）

## 主要大会の出場歴・最高成績
- 全日本クラブ野球選手権大会 - 出場1回